# یورگن لیتز
یورگن لیتز (انگلیسی: Jürgen Litz؛ زادهٔ ۸ اکتبر ۱۹۳۸) قایقران روئینگ اهل آلمان بود.